# 25 juni
25 juni is de 176ste dag van het jaar (177ste dag in een schrikkeljaar) in de gregoriaanse kalender. Hierna volgen nog 189 dagen tot het einde van het jaar.

## Gebeurtenissen
- Algemeen
  - 1492 - De Helmichbrand legt vrijwel geheel Oldenzaal in as.
  - 1864 - In Den Haag wordt de eerste tramlijn in Nederland, een paardentram, geopend.
  - 1967 - Een windhoos treft het zuiden van Nederland en het noorden van België. In Nederland wordt Tricht zwaar getroffen; daar vallen vijf doden en twintig gewonden. In België heeft Oostmalle - nu deelgemeente van Malle - erg te lijden met 135 verwoeste huizen.
  - 2004 - Koningin Beatrix opent de nieuwe Schouwburg Het Park in Hoorn.
  - 2008 - In België wordt een nieuw soort nummerplaat geïntroduceerd. Voortaan bestaat deze uit drie cijfers gevolgd door drie letters.[1]
  - 2009 - Extremistische strijders in Somalië amputeren bij vier jongeren de rechterhand en het linkerbeen. Daarmee straffen leden van de islamitische strijdgroep Al-Shabaab hen voor diefstallen.
  - 2016 - De islamitische terreurgroep Al-Shabaab pleegt een aanslag op het hotel Nasa-Nablood in het centrum van Mogadishu, waarbij zeker vijftien doden vallen.
  - 2022 - In Oslo zijn bij een schietpartij vannacht twee mensen om het leven gekomen en vielen minstens 21 gewonden. Het incident vond plaats in de buurt van een bekende homobar. De politie gaat uit van een terroristische daad.[2]
  - 2023 - Solange Dekker wordt in Thailand uitgeroepen tot Miss International Queen 2023. Het is voor de eerste keer dat een Nederlandse deelneemster deze verkiezing wint.[3]

- Media
  - 1967 - Het eerste wereldwijd uitgezonden televisieprogramma Our World vindt plaats, waarin onder andere een opname te zien is van de nieuwe single van The Beatles, All You Need Is Love.
  - 1978 - De eerste uitzending van het radioprogramma Vroege Vogels.
  - 1986 - Journaliste Yvonne Zonderop van Het Vrije Volk ontvangt de Anne Vondelingprijs 1985 uit handen van CDA-premier Ruud Lubbers.

- Oorlog
  - 524 - Slag bij Vézeronce: De Franken onder bevel van koning Theuderik I worden in de Isère door een coalitie van Bourgondiërs en Ostrogoten verslagen.
  - 841 - Slag bij Fontenay: De Franken onder bevel van keizer Lotharius I worden bij Fontenoy (in de omgeving van Auxerre) door zijn broer Lodewijk de Duitser en halfbroer Karel de Kale verslagen.
  - 1807 - Het Franse keizerrijk van Napoleon Bonaparte sluit vrede met Pruisen en Rusland in de Vrede van Tilsit.
  - 1940 - De Nederlandse onderzeeboot O 13 keert niet terug van een patrouille op de Noordzee en wordt officieel als vermist beschouwd.
  - 1950 - Noord-Korea valt Zuid-Korea binnen, dit is het begin van de Koreaanse Oorlog.
  - 2012 - De islamistische beweging Ansar Dine verovert Kidal op de Malinese rebellen van de MNLA.

- Muziek
  - 2023 - Op Glastonbury festival, het grootste openluchtmuziekfestival van Groot-Brittannië, neemt de Britse popster Elton John afscheid van het Britse publiek.[4]

- Politiek
  - 1788 - Virginia ratificeert de grondwet van de Verenigde Staten en treedt toe tot de Unie als tiende staat.[5]
  - 1975 - Mozambique wordt onafhankelijk van Portugal.
  - 1991 - De Joegoslavische deelrepublieken Slovenië en Kroatië roepen de onafhankelijkheid uit.
  - 1994 - Jacques Santer wordt de opvolger van Jacques Delors als voorzitter van de Europese Commissie.
  - 2014 - Het Roemeense parlement wil dat president Traian Basescu aftreedt nu zijn broer is opgepakt omdat deze smeergeld zou hebben aangenomen.
  - 2016 - De Britse eurocommissaris Jonathan Hill treedt af naar aanleiding van de winst van het brexit-kamp bij het Referendum over het EU-lidmaatschap van het Verenigd Koninkrijk.
  - 2025 - De tweede en laatste dag van de NAVO-top in Den Haag vond plaats, met als belangrijkste onderdeel de Noord Atlantische Raad. De bondgenoten stemden onder andere in met de verhoging van het zogeheten Defence Investment Plan. Voortaan moet elk land 5 procent van het bruto binnenlands product (bbp) uitgeven aan defensie en aan investeringen in gerelateerde uitgaven. In de slotverklaring is afgesproken dat de 32 landen tot 2035 de tijd hebben om te voldoen aan de nieuwe norm.

- Religie
  - 253 - Paus Cornelius wordt in Civitavecchia geëxecuteerd (onthoofding).
  - 1243 - Paus Innocentius IV tot paus gekozen.
  - 1933 - Vrijgave van de Verklaring van Feiten door Jehova's getuigen in nazi-Duitsland.
  - 1940 - Oprichting van het Apostolisch vicariaat Semarang in Nederlands-Indië.
- Sport Nederland is Europees kampioen voetbal

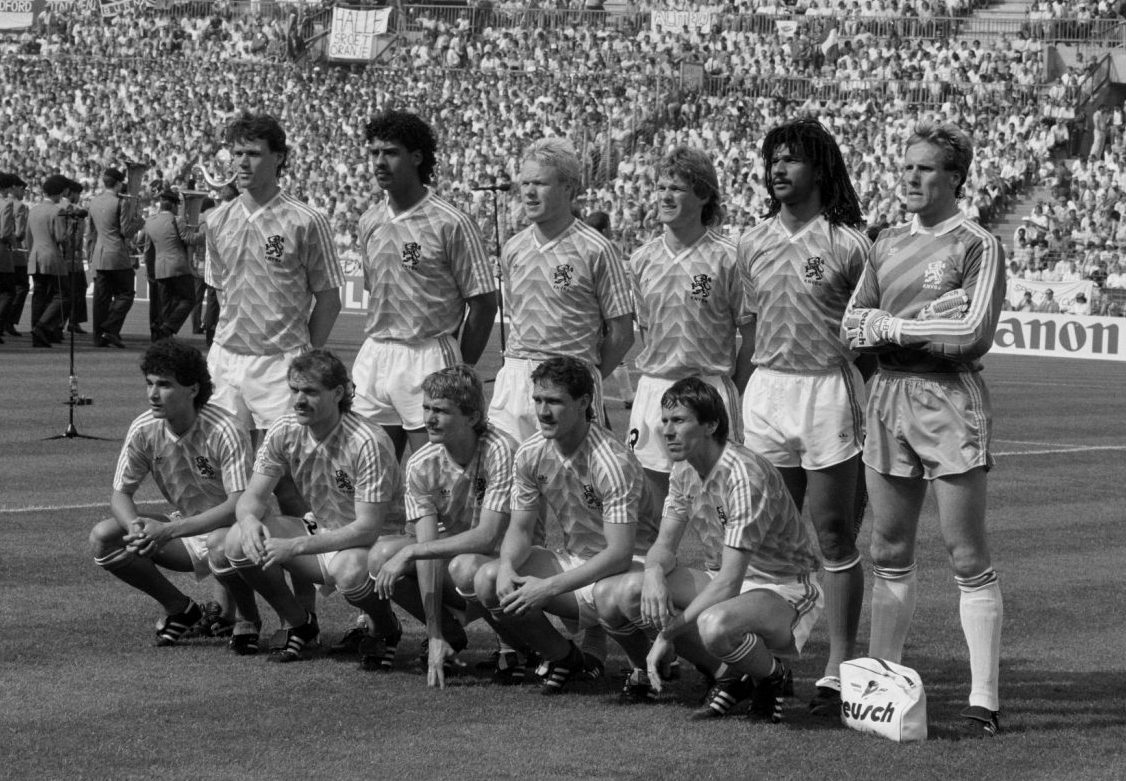
Nederland is Europees kampioen voetbal

  - 1928 - Oprichting van de Kroatische voetbalclub NK Inter Zaprešić onder de naam NK Sava.
  - 1978 - Gastland Argentinië wint na verlenging met 3-1 van Nederland in de finale van het WK voetbal, onder meer door twee treffers van aanvaller Mario Kempes. Het duel betekent de laatste interland voor zowel doelman Jan Jongbloed (24ste) als verdediger Wim Suurbier (60ste).
  - 1982 - Het bedrog van Gijón: West-Duitsland en Oostenrijk gooien het op een akkoordje tijdens het WK voetbal, ten koste van Algerije.
  - 1988 - Nederland wint het EK voetbal door in de finale in München met 2-0 te winnen van de Sovjet-Unie door doelpunten van Ruud Gullit en Marco van Basten.
  - 1995 - Zuid-Afrika wint voor het eigen publiek in het Ellis Park-stadion in Johannesburg het derde officiële wereldkampioenschap rugby door in de finale Nieuw-Zeeland met 15-12 te verslaan.
  - 1995 - In het Wagener-stadion in Amstelveen heroveren de Nederlandse hockeysters de Europese titel door Spanje na het nemen van strafballen te verslaan.
  - 2009 - De Duitse zwemster Britta Steffen vestigt in Berlijn een wereldrecord op de 100 meter vrije slag: 52.85.
  - 2011 - Mexico wint voor de zesde keer in elf edities de CONCACAF Gold Cup door de Verenigde Staten in de finale met 4-2 te verslaan.
  - 2023 - De Belgische basketbalvrouwen zijn Europees Kampioen. In Ljubljana winnen de Belgian Cats de EK-finale tegen Spanje met 58-64. Het is de eerste titel in hun geschiedenis. Daarnaast is het de allereerste gouden medaille ooit voor een Belgisch vrouwenteam en voor een Belgisch zaalsportteam.[6]
  - 2023 - Maarten van der Weijden volbrengt de Elfstedentriatlon in Friesland.[7]
  - 2023 - Dylan van Baarle wint het Nederlands Kampioenschap wegwielrennen. Zijn teamgenoot Olav Kooij wordt tweede en Mathieu van der Poel wordt derde.[8]
  - 2023 - Bij de Europese Spelen in Krakau (Polen) wordt Puck Pieterse Europees Kampioen Mountainbike. Zij is de eerste Nederlandse die dat lukt. De Oostenrijkse Mona Mitterwallner en de Zwitserse Sina Frei worden tweede en derde.[9]
  - 2024 - Bij het Europees kampioenschap voetbal 2024 verliest het Nederlands elftal in Berlijn van Oostenrijk met 2-3. Ze eindigen derde in de poule, maar gaan toch door naar de volgende ronde.

- Wetenschap en technologie
  - 1924 - Albert Calmette en Camille Guérin introduceren het vaccin tegen tuberculose.
  - 1997 - Een Russisch Progress M-34 ruimtevaartuig komt in botsing met het Russische ruimtestation Mir tijdens een mislukte test van het koppelingssysteem waardoor de Spektr module lek raakt en een zonnepaneel schade oploopt. De bemanning van Mir weet het lek te herstellen.[10]
  - 1998 - Microsoft brengt Windows 98 op de markt.
  - 2023 - Start van de Crew Health and Performance Exploration Analog Mission 1 (CHAPEA Mission 1) waarbij 4 mensen, die allen een reguliere astronautentraining hebben ondergaan, 378 dagen onder (zoveel mogelijk) dezelfde omstandigheden als die op de planeet Mars zullen verblijven in een nagemaakte Mars-basis. Het team bestaat uit: Kelly Haston, Ross Brockwell, Nathan Jones en Anca Selariu.[11]
  - 2023 - De Australische overheid maakt bekend dat er in de deelstaat Victoria een populatie van de Victoriaanse grondagame (Tympanocryptis pinguicolla) is ontdekt. De soort was al sinds 1969 niet meer waargenomen en werd gedacht uitgestorven te zijn, alhoewel er enkele jaren geleden onbevestigde meldingen zijn gedaan. De exacte vindplaats van de diertjes is niet bekendgemaakt.[12][13]

## Geboren

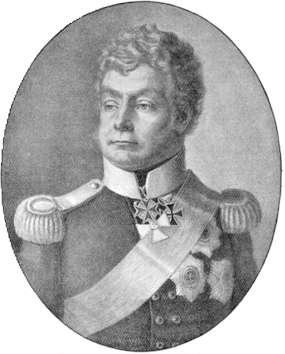
Ferdinand Frederik van Anhalt-Köthen
geboren in 1769

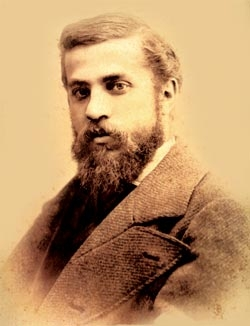
Antoni Gaudí
geboren in 1852

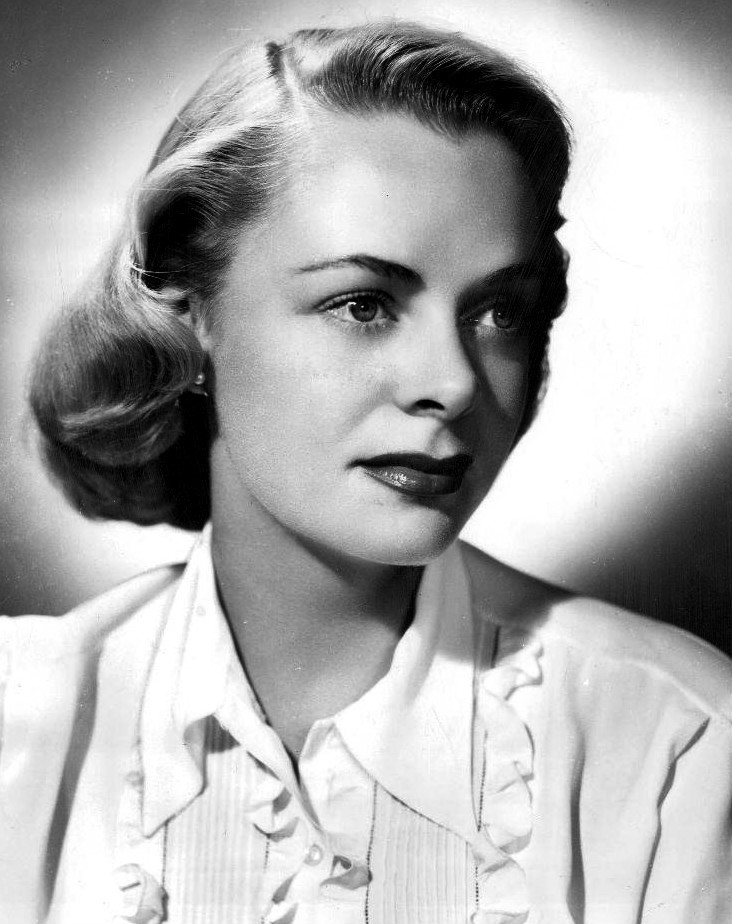
June Lockhart
geboren in 1925

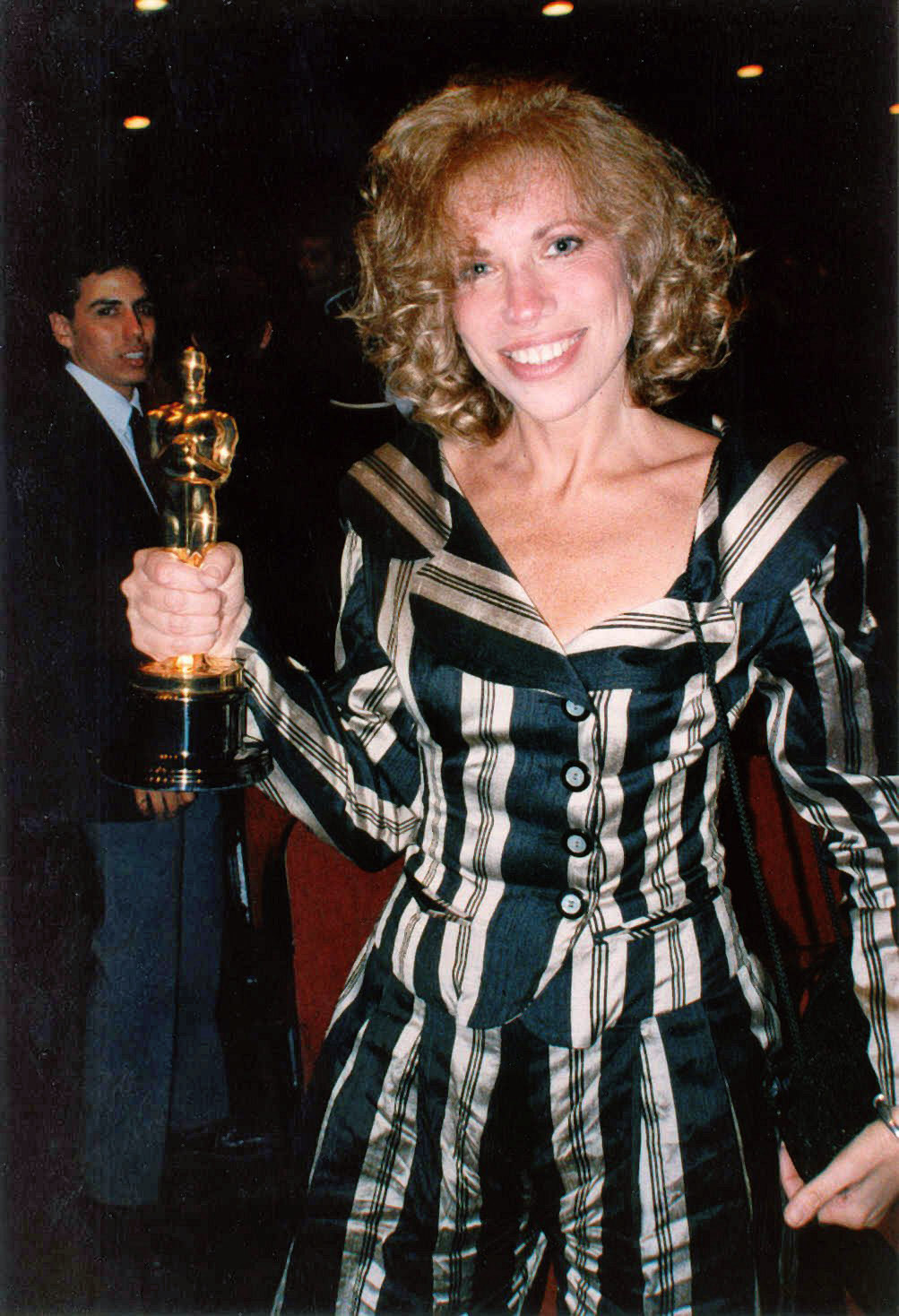
Carly Simon
geboren in 1945

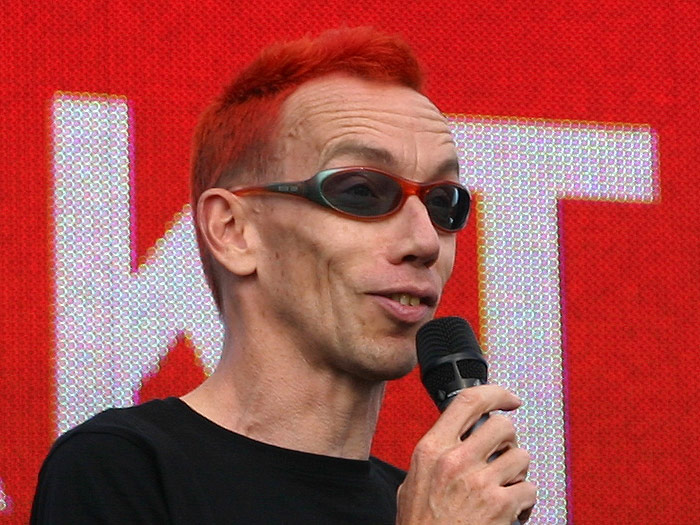
Dolf Jansen
geboren in 1963

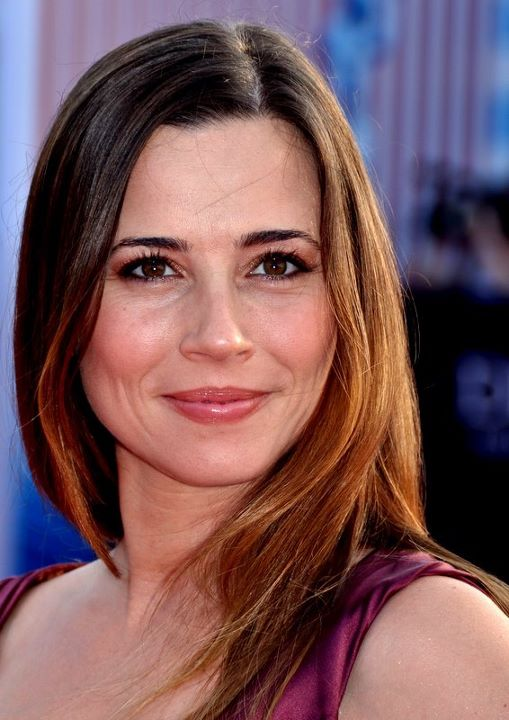
Linda Cardellini
geboren in 1975

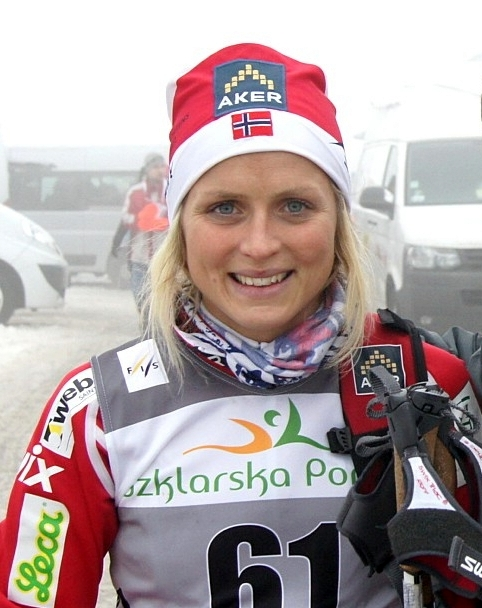
Therese Johaug
geboren in 1988

- 1612 - Jan Albert Wasa, Pools kardinaal (overleden 1634)
- 1769 - Ferdinand Frederik van Anhalt-Köthen, hertog van Anhalt-Köthen (overleden 1830)
- 1845 - Georges Nagelmackers, Belgisch ingenieur en industrieel (overleden 1905)
- 1852 - Antoni Gaudí, Spaans architect (overleden 1926)
- 1860 - Gustave Charpentier, Frans componist (overleden 1956)
- 1864 - Walther Nernst, Duits natuur- en scheikundige (overleden 1941)
- 1878 - Fernand van Ackere, Belgisch politicus (overleden 1958)
- 1884 - Guilherme Paraense, Braziliaans schutter (overleden 1968)
- 1886 - Henry Arnold, Amerikaans piloot (overleden 1950)
- 1888 - Anton van Loon, Nederlands touwtrekker (overleden 1962)
- 1890 - Hans Marchwitza, Duits dichter en schrijver (overleden 1965)
- 1894 - Hana Pírková, Tsjechisch operazangeres (overleden 1944)
- 1900 - Louis Mountbatten, Brits militair (overleden 1979)
- 1903 - George Orwell, Brits schrijver (overleden 1950)
- 1903 - Bob Skelton, Amerikaans zwemmer (overleden 1977)
- 1907 - Hans Jensen, Duits natuurkundige en Nobelprijswinnaar (overleden 1973)
- 1907 - Hugo Strauß, Duits roeier (overleden 1941)
- 1909 - Arnold Badjou, Belgisch voetballer (overleden 1994)
- 1910 - Gerrit Willem Kastein, Nederlands arts en verzetsheld (overleden 1943)
- 1913 - Henk van Spaandonck, Nederlands voetballer (overleden 1982)
- 1914 - Paul Delouvrier, Frans bestuurder en stadsontwikkelaar (overleden 1995)
- 1918 - Charles Arnold-Baker, Engels pleiter en historicus (overleden 2009)
- 1918 - Philip Bloemendal, Nederlands nieuwslezer (overleden 1999)
- 1918 - Sid Tepper, Amerikaans liedjesschrijver (overleden 2015)
- 1923 - Stan Clements, Engels voetballer (overleden 2018)
- 1923 - Sam Francis, Amerikaans kunstschilder (overleden 1994)
- 1923 - Dorothy Gilman, Amerikaans auteur van mystery- en spionageboeken (overleden 2012)
- 1924 - Sidney Lumet, Amerikaans regisseur (overleden 2011)
- 1925 - June Lockhart, Amerikaans actrice
- 1925 - Robert Venturi, Amerikaans architect (overleden 2018)
- 1926 - Ingeborg Bachmann, Oostenrijks schrijfster (overleden 1973)
- 1928 - Peyo (Pierre Culliford), Belgisch stripauteur (overleden 1992)
- 1928 - Aleksej Abrikosov, Russisch natuurkundige en Nobelprijswinnaar (overleden 2017)
- 1929 - Eric Carle, Amerikaans kinderboekenschrijver en illustrator (overleden 2021)
- 1929 - Francesco Marchisano, Italiaans kardinaal  (overleden 2014)
- 1930 - Petar Šegvić, Joegoslavisch roeier (overleden 1990)
- 1931 - Vishwanath Pratap Singh, Indiaas eerste minister (overleden 2008)
- 1932 - Peter Blake, Engels kunstenaar
- 1932 - Tim Parnell, Brits autocoureur (overleden 2017)
- 1932 - George Sluizer, Nederlands filmregisseur, producer en schrijver (overleden 2014)
- 1933 - Álvaro Siza, Portugees architect
- 1935 - Larry Kramer, Amerikaans (toneel)schrijver en homoactivist (overleden 2020)
- 1935 - Tony Lanfranchi, Brits autocoureur (overleden 2004)
- 1936 - Rik Andries, Belgisch acteur (overleden 2021)
- 1937 - Nawaf al-Ahmad al-Jaber al-Sabah, emir van Koeweit (overleden 2023)
- 1939 - Harold Melvin, Amerikaans zanger (overleden 1997)
- 1940 - Peer Augustinski, Duits acteur (overleden 2014)
- 1941 - Jos Daemen, Belgisch tekenaar
- 1941 - Roy Marsden, Brits acteur
- 1941 - Floyd Mutrux, Amerikaans filmregisseur en scenarioschrijver
- 1942 - Joe Chambers, Amerikaans jazzdrummer
- 1942 - Willemijn Fock, Nederlands kunsthistoricus en hoogleraar (overleden 2021)
- 1942 - Willis Reed, Amerikaans basketballer (overleden 2023)
- 1945 - Labi Siffre, Brits zanger-liedjesschrijver en dichter
- 1945 - Carly Simon, Amerikaans popzangeres
- 1946 - Roméo Dallaire, Canadees militair en politicus
- 1946 - Henk van Kessel, Nederlands motorcoureur
- 1946 - Ulrik le Fevre, Deens voetballer (overleden 2024)
- 1946 - Ian McDonald, Brits musicus (overleden 2022)
- 1947 - John Maddox Roberts, Amerikaans schrijver (overleden 2024)
- 1948 - Manuel Bento, Portugees voetbaldoelman (overleden 2007)
- 1949 - Brigitte Bierlein, Oostenrijks juriste en politica (overleden 2024)
- 1949 - Patrick Tambay, Frans autocoureur (overleden 2022)
- 1950 - Ove König, Zweeds schaatser (overleden 2020)
- 1951 - Emmanuel Sanon, Haïtiaans voetballer (overleden 2008)
- 1951 - Antoine Verbij, Nederlands journalist (overleden 2015)
- 1952 - Péter Erdő, Hongaars kardinaal-aartsbisschop van Esztergom-Boedapest
- 1952 - Tim Finn, Nieuw-Zeelands popzanger
- 1952 - Rune Larsson, Zweeds voetbalscheidsrechter
- 1952 - Klaus Teuber, Duits ontwerper (overleden 2023)
- 1952 - Ferdi Van Den Haute, Belgisch wielrenner
- 1953 - Olivier Ameisen, Frans cardioloog, hoogleraar en auteur (overleden 2013)
- 1954 - Lut Hannes, Belgisch actrice
- 1956 - Boris Trajkovski, Macedonisch politicus (overleden 2004)
- 1957 - William Goh, Singaporees kardinaal
- 1958 - Oscar van Dillen, Nederlands componist en muziekpedagoog
- 1959 - Robert Gonsalves, Canadees kunstschilder (overleden 2017)
- 1959 - David Larson, Amerikaans zwemmer
- 1960 - Aldo Serena, Italiaans voetballer
- 1961 - Ricky Gervais, Brits acteur en komiek
- 1961 - Gilberto Hidalgo, Peruviaans voetbalscheidsrechter
- 1961 - Jopie Nooren, Nederlands bestuurder en politica
- 1962 - Bussunda (eig. Cláudio Besserman Vianna), Braziliaans komiek (overleden 2006)
- 1962 - Dan Heimiller, Amerikaans pokerspeler
- 1962 - Phill Jupitus, Brits komiek en programmamaker
- 1962 - Marc Verrydt, Belgisch atleet (overleden 2019)
- 1963 - Rob van Essen, Nederlands schrijver, vertaler en recensent
- 1963 - Dolf Jansen, Nederlands cabaretier en presentator
- 1963 - Ilkka Mäkelä, Fins voetballer en voetbalcoach
- 1963 - Yann Martel, Canadees schrijver
- 1963 - George Michael, Brits popzanger (overleden 2016)
- 1964 - Johnny Herbert, Brits autocoureur
- 1964 - Greg Raymer, Amerikaans pokerspeler
- 1965 - Tricia Cooke, Amerikaans filmeditor, scenarioschrijver en filmproducent
- 1965 - Noel Pearson, Australisch jurist, historicus en mensenrechtenverdediger
- 1965 - Kerri Pottharst, Australisch beachvolleyballer
- 1966 - Dikembe Mutombo, Congolees-Amerikaans basketbalspeler (overleden 2024)
- 1967 - Andreas Kunstein, Duits componist
- 1967 - Niels van der Zwan, Nederlands roeier
- 1968 - Michael Choi, Hongkongs autocoureur
- 1968 - Roberto Lacorte, Italiaans ondernemer, zeiler en autocoureur
- 1968 - Dorinel Munteanu, Roemeens voetballer
- 1969 - Armand Benneker, Nederlands voetballer en trainer
- 1969 - Natasha Gerson, Nederlands schrijfster
- 1969 - Paul Koech, Keniaans atleet (overleden 2018)
- 1970 - Philip Haagdoren, Belgisch voetballer
- 1970 - Roope Latvala, Fins gitarist
- 1970 - Erki Nool, Estisch atleet en politicus
- 1971 - Jason Lewis, Amerikaans acteur
- 1971 - Johan Lisabeth, Belgisch atleet
- 1971 - Saskia Olde Wolbers, Nederlands videokunstenaar
- 1972 - Tina Nijkamp, Nederlands mediapersoonlijkheid en kijkcijferanaliste
- 1972 - Danny Stam, Nederlands wielrenner
- 1973 - Jamie Redknapp, Engels voetballer
- 1974 - Anne van Amstel, Nederlands schrijfster en dichteres
- 1975 - Linda Cardellini, Amerikaans actrice
- 1975 - Susan Chepkemei, Keniaans atlete
- 1975 - Albert Costa, Spaans tennisser
- 1975 - Mihalis Koukoulakis, Grieks voetbalscheidsrechter
- 1975 - Vladimir Kramnik, Russisch schaker
- 1976 - Maurren Maggi, Braziliaans atlete
- 1976 - Harm-Jan van Schaik, burgemeester van Harderwijk
- 1976 - Neil Walker, Amerikaans zwemmer
- 1976 - Carlos Vera, Ecuadoraans voetbalscheidsrechter
- 1979 - Jan Gustafsson, Duits schaker
- 1979 - Daniel Jensen, Deens voetballer
- 1979 - Sébastien Joly, Frans wielrenner
- 1981 - Simon Ammann, Zwitsers schansspringer
- 1982 - Jelena Bolsoen, Russisch atlete
- 1982 - William Bonnet, Frans wielrenner
- 1982 - Frank Demouge, Nederlands voetballer
- 1982 - Mandy Haase, Duits hockeyster
- 1982 - Michail Joezjny, Russisch tennisser
- 1983 - Marc Janko, Oostenrijks voetballer
- 1984 - Wesley Zandstra, Nederlands voetballer
- 1985 - Scott Brown, Schots voetballer
- 1985 - Charly Konstantinidis, Grieks-Belgisch voetballer
- 1985 - Anton Korobov, Oekraïens schaker
- 1985 - Karim Matmour, Algerijns-Frans voetballer
- 1986 - Nadia Fanchini, Italiaans alpineskiester
- 1986 - Lee Ho-suk, Koreaans shorttracker
- 1986 - Pontus Wernbloom, Zweeds voetballer
- 1987 - Elis Bakaj, Albanees voetballer
- 1987 - Claudio Corti, Italiaans motorcoureur
- 1988 - Therese Johaug, Noors langlaufster
- 1988 - Jan Thans, Belgisch radiopresentator
- 1990 - Jan Dekker, Nederlands darter
- 1990 - John Wartique, Belgisch autocoureur
- 1991 - Maxime Jousse, Frans autocoureur
- 1991 - Lauren Perdue, Amerikaans zwemster
- 1992 - Koen Casteels, Belgisch voetballer
- 1992 - Alexander Mies, Duits autocoureur
- 1992 - Romel Quiñónez, Boliviaans voetballer
- 1996 - Mikel Azcona, Spaans autocoureur
- 1996 - Pietro Fittipaldi, Braziliaans-Amerikaans autocoureur
- 1996 - Thomas Kennes, Nederlands kunstschaatser
- 1997 - Leony, Duits zangeres
- 1997 - Kinga Szemik, Pools voetbalster
- 1998 - Kyle Chalmers, Australisch zwemmer
- 1998 - Leonardo Pulcini, Italiaans autocoureur
- 1998 - Desmond Bane, Amerikaans basketballer
- 2000 - Fleur Verwey, Nederlands actrice
- 2002 - Keane Barry, Iers darter
- 2002 - Timon Verbeeck, Influencer
- 2002 - Benson Boone, Amerikaans zanger en schrijver
- 2002 - Ajay Mitchell, Belgisch basketballer
- 2003 - Jack William Miller, Amerikaans autocoureur
- 2004 - Fauve Bastiaenssen, Belgisch wielrenster
- 2004 - Lou Bogaert, Frans voetbalster
- 2004 - Robbe Dhondt, Belgisch wielrenner
- 2005 - Alina Axtmann, Duits voetbalster
- 2006 - Mckenna Grace, Amerikaans actrice

## Overleden

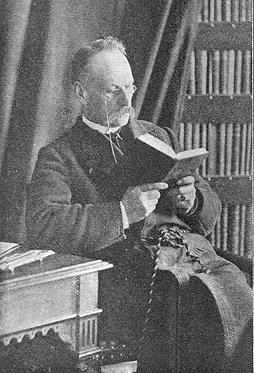
Emile Seipgens
overleden in 1896

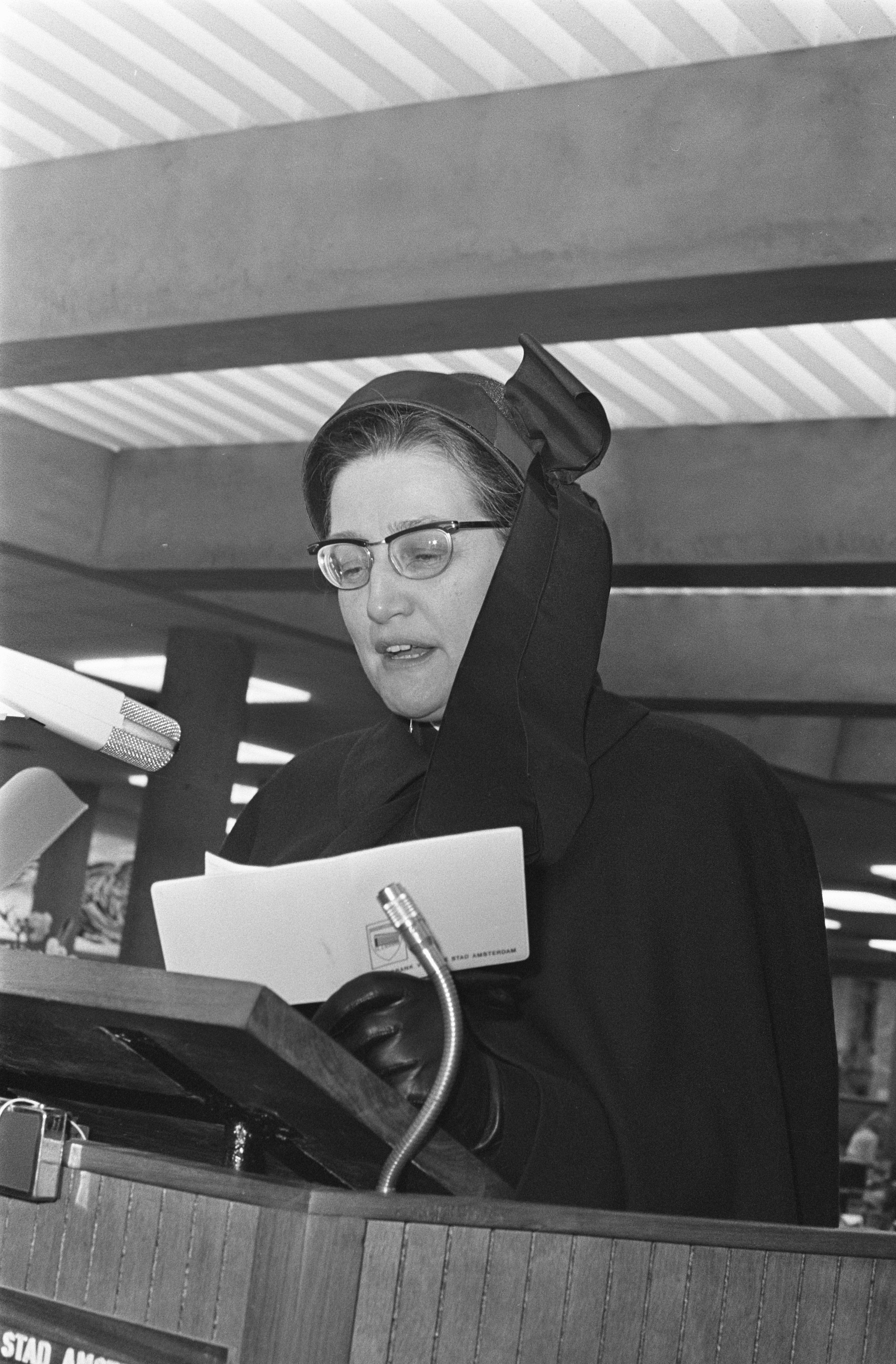
Alida Bosshardt
overleden in 2007

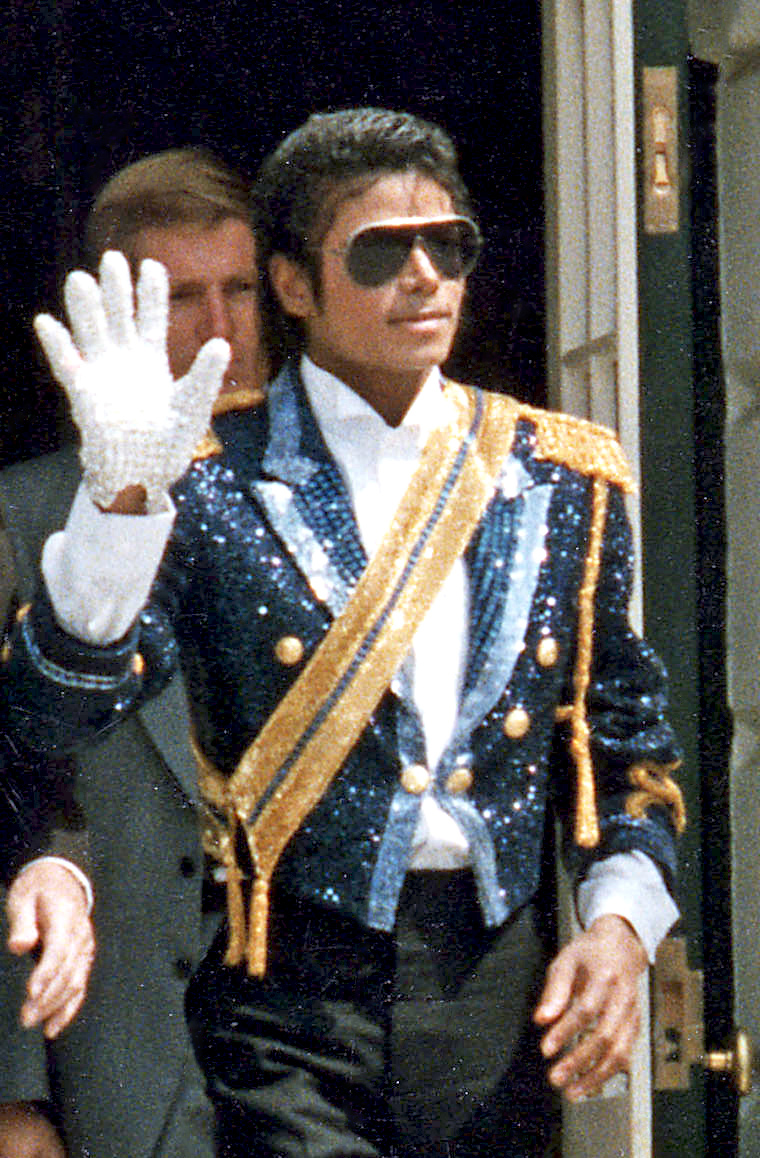
Michael Jackson
overleden in 2009

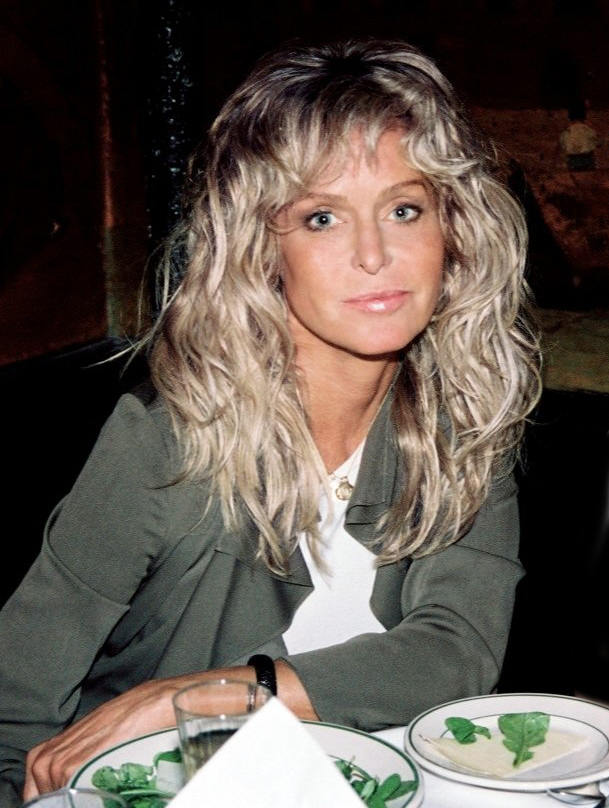
Farrah Fawcett
overleden in 2009

- 635 - Gao Zu (69), keizer van China
- 710 - Cuneburga van Gloucester (50), Engels abdis
- 1291 - Eleonora van Provence, (± 68), koningin-gemalin van Engeland
- 1423 - Reinoud IV (58), hertog van Gelre
- 1483 - Anthony Woodville (± 41), Engels schrijver
- 1514 - Suster Bertken (87), Nederlands kluizenares en dichteres
- 1634 - John Marston (±59), Engels toneelschrijver en dichter
- 1673 - Charles de Batz de Castelmore (D'Artagnan) (± 62), Frans militair
- 1767 - Georg Philipp Telemann (86), Duits componist
- 1822 - Ernst Theodor Amadeus Hoffmann (46), Duits schrijver
- 1835 - Antoine-Jean Gros (64), Frans kunstschilder
- 1858 - Johannes Rudolf Roth (42), Duits zoöloog en ontdekkingsreiziger
- 1861 - Abdülmecit (38), Ottomaans sultan
- 1864 - Koning Willem I van Württemberg (82)
- 1875 - Antoine-Louis Barye (78), Frans kunstenaar
- 1876 - George Armstrong Custer (37), Amerikaans militair
- 1879 - William Fothergill Cooke (73), Brits elektrotechnicus en uitvinder
- 1887 - Elisabeth Koning (71), Nederlandse schilderes
- 1896 - Emile Seipgens (58), Nederlands schrijver van korte verhalen en toneelwerk
- 1904 - Frederick Sandys (75), Engels kunstschilder
- 1906 - Harry Pillsbury (33), Amerikaans schaker
- 1912 - Lawrence Alma-Tadema (74), Engels kunstschilder
- 1934 - Nathaniel Lord Britton (75), Amerikaans botanicus
- 1937 - Willem Wenckebach (77), Nederlands kunstschilder en graficus
- 1938 - Nikolaj Troebetskoj (48), Russisch taalwetenschapper
- 1945 - Albert Tyler (73), Amerikaans polsstokhoogspringer
- 1949 - James Steen (72), Amerikaans waterpoloër
- 1954 - Eduard Maurits Meijers (74), Nederlands rechtsgeleerde
- 1956 - Maria Bouwmeester (71), Nederlands feministe en vakbondsbestuurster
- 1958 - Antonius Hanssen (51), Nederlands bisschop van Roermond
- 1958 - Heinz Winkler (47), Oost-Duits politicus
- 1960 - Combertus Willem van der Pot (80), Nederlands rechtsgeleerde
- 1961 - Mary Blathwayt (82), Britse feministe en suffragette
- 1973 - Willem Hendrik Campagne (82), Surinaams onderwijzer en cultuurkenner
- 1977 - Bob Skelton (74), Amerikaans zwemmer
- 1978 - Remedios de Oteyza (58), Filipijns ballerina
- 1983 - Alberto Ginastera (67), Argentijns componist
- 1984 - Michel Foucault (58), Frans filosoof
- 1988 - Hillel Slovak (26), Amerikaans gitarist
- 1995 - Sergej Popov (64), Sovjet-Russisch atleet
- 1997 - Jacques-Yves Cousteau (87), Frans duiker en zeefilmer
- 1999 - Fred Trump (93), Amerikaans zakenman en vader van 45e president van de VS Donald Trump
- 2001 - Albert Milhado (90), Nederlands (sport)journalist
- 2006 - Jaap Penraat (88), Amerikaans-Nederlands verzetsstrijder, binnenhuisarchitect en industrieel designer
- 2007 - Alida Bosshardt (Majoor Bosshardt) (94), Nederlands heilssoldate van het Leger des Heils
- 2007 - Herman Wessels (53), Nederlands voetbalvoorzitter
- 2008 - Grethe Meyer (90), Deens industrieel ontwerper
- 2009 - Don Coldsmith (83), Amerikaans schrijver
- 2009 - Farrah Fawcett (62), Amerikaans actrice
- 2009 - Pierre van Hauwe (89), Nederlands musicus en muziekpedagoog
- 2009 - Michael Jackson (50), Amerikaans zanger
- 2009 - Shiv Charan Mathur (83), Indiaas politicus
- 2009 - Sky Saxon (72), Amerikaans zanger, bassist en mondharmonicaspeler
- 2009 - Zinaida Stahoerskaja (38), Wit-Russisch wereldkampioene wielrennen
- 2009 - Michael Stein (73), Nederlands journalist
- 2009 - Yasmine (37), alias Hilde Rens, Belgisch zangeres en tv-presentatrice
- 2010 - Viveka Babajee (37), Indiaas model
- 2011 - Jan Juffermans (66), Nederlands kunsthandelaar en kunstcriticus
- 2012 - Minke van der Ploeg-Posthumus (76), Nederlands politica
- 2014 - Nigel Calder (82),  Brits wetenschapsjournalist en schrijver
- 2015 - Patrick Macnee (93), Brits-Amerikaans acteur
- 2015 - Nerses Bedros XIX Tarmouni (75), Armeens geestelijke
- 2015 - Greta Van Langendonck (71), Belgisch actrice
- 2015 - Jan de Voogd (90), Nederlands politicus
- 2016 - Nicole Courcel (84), Frans actrice
- 2016 - Adam Small (79), Zuid-Afrikaans dichter
- 2017 - Félix Mourinho (79), Portugees voetballer en voetbalcoach
- 2018 - Karin Kraaykamp (90), Nederlands omroepster
- 2019 - Simon de Bree (82), Nederlands bestuurder
- 2021 - Marcos Ferrufino (58), Boliviaans voetballer
- 2021 - Wes Madiko (57), Kameroens zanger
- 2022 - Lilo Kobi (92), Zwitsers zwemster
- 2022 - Arie Pais (92), Nederlands politicus
- 2023 - Hugo Blanco (88), Peruviaans politicus
- 2023 - William Dunker (64), Belgisch zanger
- 2023 - John B. Goodenough (100), Amerikaans scheikundige, materiaalkundige en Nobelprijswinnaar
- 2024 - Sika Anoa'i (79), Amerikaans-Samoaans worstelaar
- 2024 - Bill Cobbs (90), Amerikaans acteur
- 2024 - John DeFrancesco (83), Amerikaans jazz-organist
- 2025 - Wim van Eekelen (94), Nederlands politicus en diplomaat

## Viering/herdenking

Nationale feestdag Slovenië

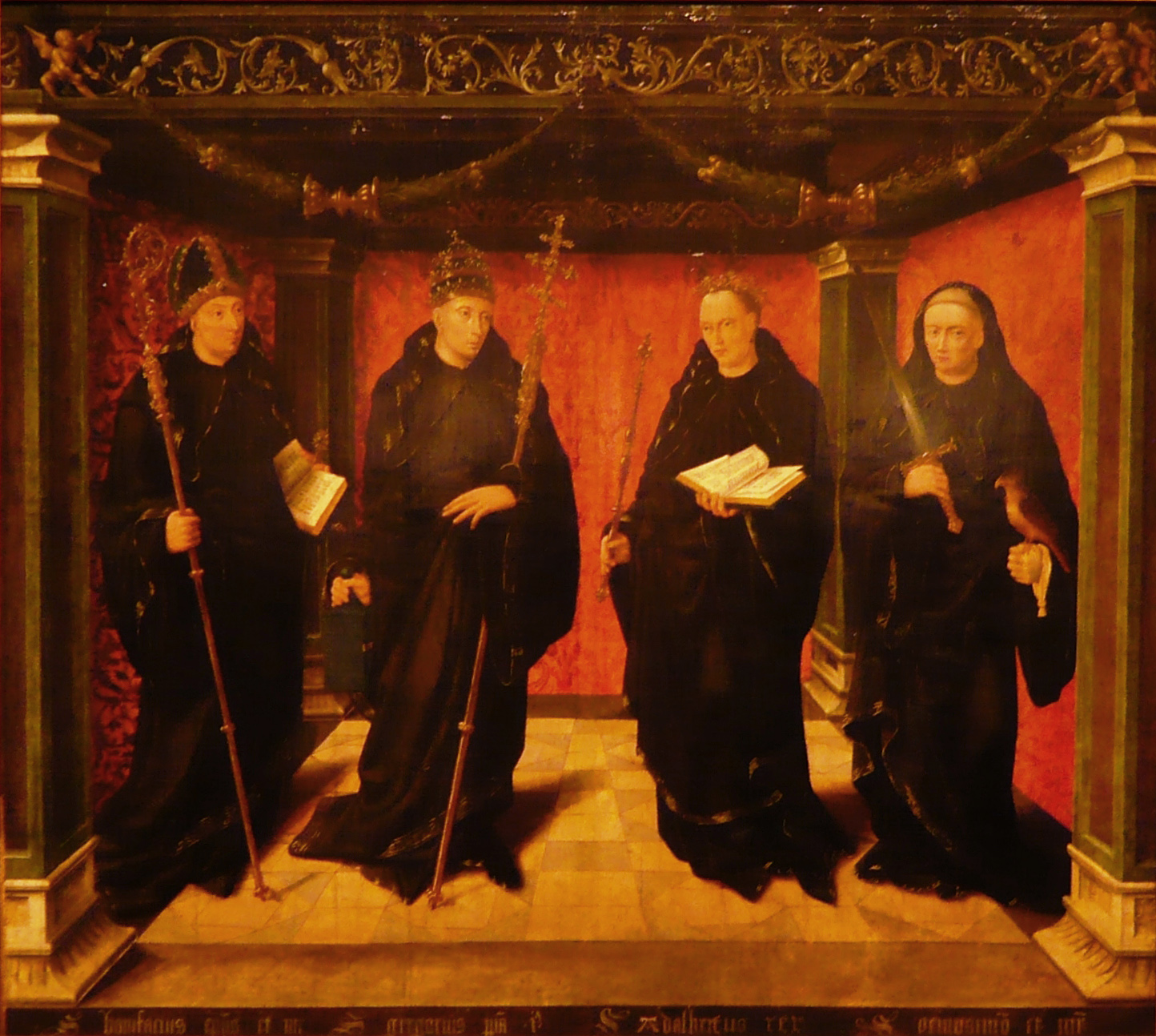
Adelbert van Egmond met andere Benedictijnse heiligen

- Kroatië - oprichting van de republiek, onafhankelijkheidsdag wordt gevierd op 8 oktober
- Slovenië - Dag van de Soevereiniteit, nationale feestdag
- Mozambique - onafhankelijkheidsdag (1975)
- Rooms-katholieke kalender:
  - Heilige Adelbert van Egmond († c. 740) - Gedachtenis (in Bisdom Haarlem)
  - Heilige Prosper (van Reggio) († c. 463)
  - Heilige Febronie († 304)
  - Heilige Wilhelm (van Monte Vergine) († 1142)
  - Heilige Salomon van Bretagne († 874)
  - Martelaren van Alkmaar († 1572)
  - Zalige Eleonora (van Amesbury) († 1291)

## Weerextremen

### Nederland
| | Officiële records | Officiële records | Officiële records |      | Landelijke records | Landelijke records | Landelijke records                    |
| Gebeurtenis | Jaar              | Extreem           | Locatie           | Jaar | Extreem            | Locatie            |                                       |
| --- | ----------------- | ----------------- | ----------------- | ---- | ------------------ | ------------------ | ------------------------------------- |
| Laagste etmaalgemiddelde temperatuur (°C) | 1919              | 10,8              | De Bilt           |      | 1918               | 9,6                | Eelde                                 |
| Hoogste etmaalgemiddelde temperatuur (°C) | 2019              | 26,3              | De Bilt           |      | 2019               | 28,8               | Hupsel                                |
| Laagste minimumtemperatuur (°C) | 1949              | 3,9               | De Bilt           |      | 1999               | 3,2                | Eelde                                 |
| Hoogste minimumtemperatuur (°C) | 2019              | 19,5              | De Bilt           |      | 2019               | 21,9               | Maastricht                            |
| Laagste maximumtemperatuur (°C) | 1925              | 13,8              | De Bilt           |      | 1929               | 11,5               | Maastricht                            |
| Hoogste maximumtemperatuur (°C) | 2019              | 33,2              | De Bilt           |      | 2019               | 36,5               | Hupsel                                |
| Hoogste uurgemiddelde windsnelheid (m/s) | 1904              | 12,3              | De Bilt           |      | 1929               | 17,5               | De Kooy                               |
| Hoogste windstoot (m/s) | 1967              | 19,0              | De Bilt           |      | 2004               | 25,0               | Huibertgat                            |
| Langste zonneschijnduur (uur) | 1999              | 15,5              | De Bilt           |      | 1999 2020, 2023    | 15,7               | Rotterdam De Kooy, Hoorn Terschelling |
| Langste neerslagduur (uur) | 2011              | 11,4              | De Bilt           |      | 1991               | 12,1               | Schiphol                              |
| Hoogste etmaalsom van de neerslag (mm) | 1968              | 15,2              | De Bilt           |      | 2006               | 28,5               | Heino                                 |
| Laagste etmaalgemiddelde relatieve vochtigheid (%) | 1959              | 39                | De Bilt           |      | 1959               | 39                 | De Bilt                               |
| Laagste uurwaarde luchtdruk op zeeniveau (hPa) | 1910              | 996,0             | De Bilt           |      | 1910               | 994,0              | Eelde                                 |
| Hoogste uurwaarde luchtdruk op zeeniveau (hPa) | 2013              | 1029,7            | De Bilt           |      | 2013               | 1030,4             | Vlissingen, Westdorpe                 |
| Officiële records worden altijd gemeten op het KNMI-weerstation in De Bilt. Landelijke records kunnen worden gemeten op elk officieel KNMI-weerstation in Nederland. |                   |                   |                   |      |                    |                    |                                       |

Uitzonderlijke gebeurtenissen
- 1965 - Eerste officiële zomerse dag van het jaar (maximumtemperatuur ≥ 25 °C in De Bilt)
- 1967 - De plaatsen Chaam en Tricht worden kort na elkaar getroffen door zware windhozen.
- 2019 - Landelijk maandrecord hoogste etmaalgemiddelde temperatuur in °C van juni gemeten in Hupsel: 28,8
- 2019 - Officieel maandrecord hoogste minimumtemperatuur in °C van juni gemeten in De Bilt: 19,5
- 2019 - Landelijk maandrecord hoogste minimumtemperatuur in °C van juni gemeten in Maastricht: 21,9
- 2023 - Officieel hoogste etmaalgemiddelde temperatuur in °C van juni dit jaar gemeten in De Bilt: 24,5. Samen met 11 juni
- 2023 - Officieel hoogste maximumtemperatuur in °C van juni dit jaar gemeten in De Bilt: 31,3
- 2023 - Officieel langste zonneschijnduur in uren van het jaar gemeten in De Bilt: 15,3 (voorlopig). Samen met 10, 11, 13, 14 en 16 juni
- 2023 - Landelijk langste zonneschijnduur in uren van het jaar gemeten in De Kooy en Hoorn Terschelling: 15,7 (voorlopig). Samen met 14, 15 en 16 juni
- 2023 - Officieel langste zonneschijnduur in uren van juni dit jaar gemeten in De Bilt: 15,3. Samen met 10, 11, 13, 14 en 16 juni
- 2023 - Landelijk langste zonneschijnduur in uren van juni dit jaar gemeten in De Kooy en Hoorn Terschelling: 15,7. Samen met 14, 15 en 16 juni

### België
Uitzonderlijke gebeurtenissen
- 1967 - Tornado verwoest het dorp Oostmalle (Malle), in de provincie Antwerpen. Meer dan de helft van de 900 woningen in het dorp worden beschadigd, de kerk en 117 woningen worden compleet verwoest.
- 1983 - In één dag 103 mm in Sainlez (Fauvillers).
- 1993 - Ondanks de zomer vriest het bijna in Elsenborn (Bütgenbach): minimumtemperatuur 0,2 °C.

<< · 1 · 2 · 3 · 4 · 5 · 6 · 7 · 8 · 9 · 10 · 11 · 12 · 13 · 14 · 15 · 16 · 17 · 18 · 19 · 20 · 21 · 22 · 23 · 24 · 25 · 26 · 27 · 28 · 29 · 30 · >>